# Walter Havighurst

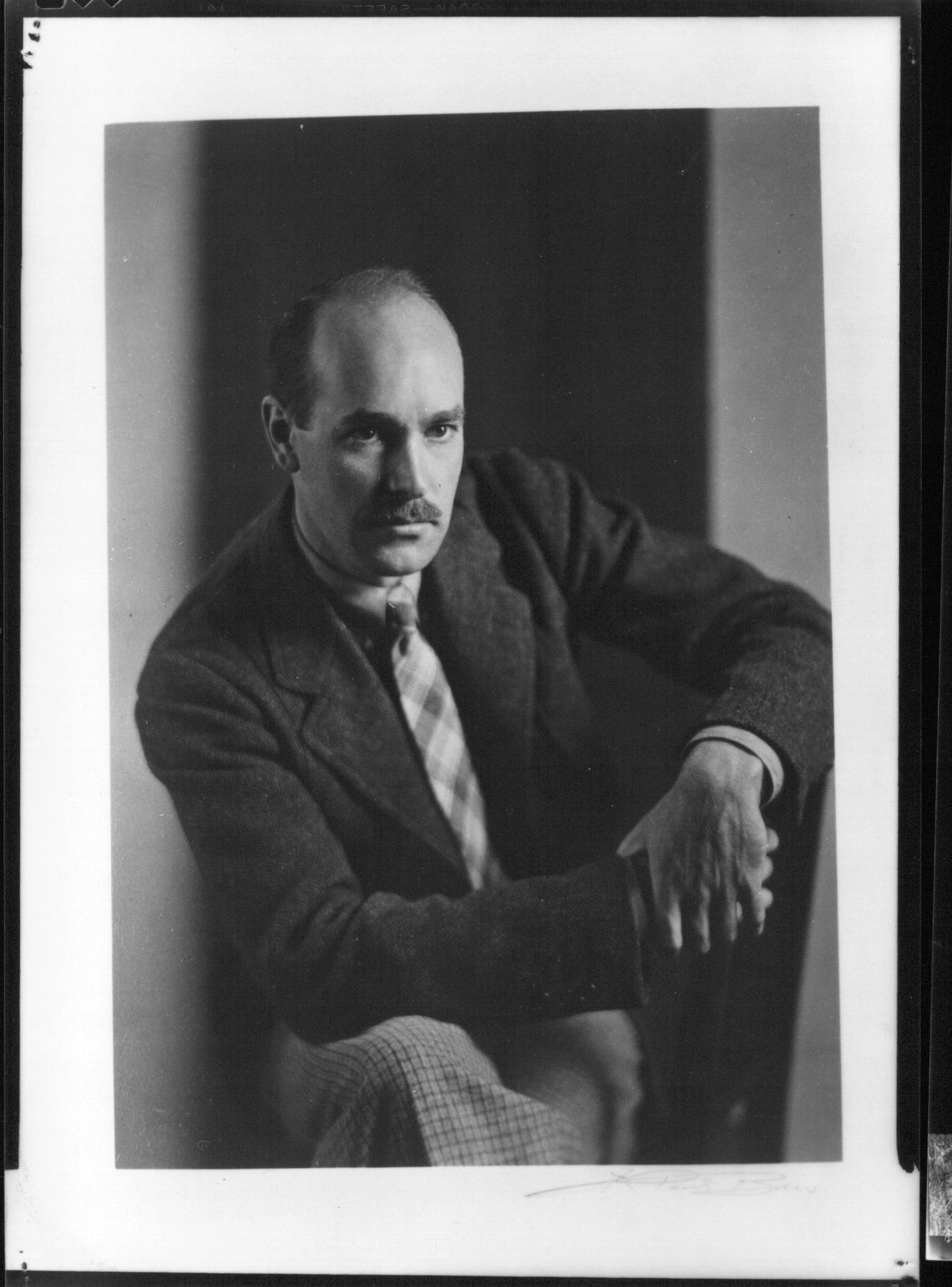
Walter Havighurst

Walter Edwin Havighurst (* 28. November 1901 in Appleton, Wisconsin, Vereinigte Staaten; † 3. Februar 1994 in Richmond, Indiana) war ein US-amerikanischer Schriftsteller, Historiker und Hochschullehrer für Englisch.

## Leben
Walter Havighurst war der Sohn von Freeman Alfred Havighurst (1869–1961) und Winifred A. Havighurst geb. Weter (1874–1966). Er wuchs in der Region Fox River Valley in Wisconsin und Illinois auf und arbeitete als Matrose auf Frachtern der Großen Seen, später auf Schiffen der Handelsmarine im Pazifik. In einer Methodist Church in New York war er als Pastor tätig. 
1924 erhielt er einen Bachelor of Arts der University of Denver, von 1925 bis 1926 studierte er am King’s College London. 1928 machte er an der Boston University einen Bachelor in Theologie und im selben Jahr einen Master-Abschluss der Columbia University.
1928 wurde er Assistent von Joseph M. Bachelor an der Miami University in Oxford, Ohio. Er unterrichtete Englisch und gehörte zwischenzeitlich auch zum Lehrkörper des Connecticut College, der University of Colorado und der University of British Columbia.
An der Miami University lernte er die Dichterin, Schriftstellerin und Englischlehrerin am Western College for Women Marion M. Boyd (1894–1974) kennen, die er 1930 heiratete. Sie und Joseph M. Bachelor ermutigten ihn, seine Fähigkeiten als Historiker und Schriftsteller zu entwickeln. 1968 wurde er zum „Regents Professor“ ernannt, 1969 wurde er emeritiert. 1970 wurde die Walter Havighurst Special Collection der Miami University Libraries eingerichtet, die über 85.000 Bände und Manuskripte enthält. 2000 konnte als Ergebnis einer Stiftung das „Havighurst Center for Russian and Post-Soviet Studies“ an der Miami University eröffnet werden. Die Miami University vergibt einen „Walter Havighurst Literary Prize“.
Walter Havighurst hatte drei Brüder und eine Schwester. Robert James Havighurst (1900–1991) war Erziehungswissenschaftler, Soziologe und Hochschullehrer; Alfred Freeman Havighurst (1904–1991) war Historiker.

## Werk
Walter Havighurst war Autor, Mitautor oder Herausgeber von etwa 40 Büchern. Seine Themen waren vor allem Landschafts- und Lebensbeschreibungen aus der Region zwischen den Großen Seen und dem Ohio River, die er als „Kernland der Nation“ bezeichnete.
Für sein erstes Buch Pier 17. wurde er für den Pulitzer-Preis nominiert. In The Quiet Shore beschreibt er das Leben von drei Generationen einer Familie am Eriesee zwischen dem Ende des Sezessionskrieges und der Großen Depression der 1930er Jahre. Sein 1964 erschienenes Buch Voices on the River. The Story of the Mississippi Waterways wurde von einem Kritiker als ein meisterhaftes Bild von der Wucht, Widersprüchlichkeit und dem enormen Wert des Mississippi und seinen Nebenflüssen eingeschätzt. Das Buch The Miami years, 1809–1969 zählt zu den besten College-Geschichten; es wird als Textgrundlage in Kursen zur Geschichte der Miami University verwendet.
- Pier 17. Macmillan, New York 1935, OCLC 614871326.
- The Quiet Shore. Macmillan, New York 1937, OCLC 818021864.
- The Upper Mississippi. A wilderness saga. Farrar and Rinehart, New York 1937, OCLC 632735904.
- The winds of Spring. Macmillan, New York 1941, OCLC 833501064.
- mit Robert Forbes Almy, Joseph M. Bachelor: Approach to America. Odyssey Press, New York 1942, OCLC 963457596.
- No homeward course. Doubleday and Doran, Garden City 1942, OCLC 24705789.
- The Long Ships Passing. The Story of the Great Lakes. Macmillan, New York 1943, OCLC 752645336. Reprint: 1975, ISBN 0-02-549100-8.
  - Deutsch: Im Lande Lederstrumpfs. Die Geschichte der großen Seen Nordamerikas. Brockhaus, Wiesbaden 1949, DNB 451876997.
- mit Marion Havighurst: High prairie. Rinehart, New York/Toronto 1944, OCLC 729774406.
- (Hrsg.): Masters of the modern short story. Harcourt and Brace, New York 1945. Neuausgabe: 1955, OCLC 895141995.
- Land of promise. The story of the Northwest territory. Macmillan, New York 1946, OCLC 1031592962.
- Signature of time. Macmillan, New York 1949, OCLC 851161148.
- mit Marion M. Boyd Havighurst, Richard Floethe: Song of the pines a story of the Norwegian lumbering in the Wisconsin. Holt, Rinehart and Winston, New York 1949, OCLC 367508724.
- Life in America. The Midwest. Fideler, Grand Rapids 1951, OCLC 490947186.
- George Rogers Clark. Soldier in the West. McGraw-Hill, New York 1952, OCLC 8745362.
- mit Marion Havighurst: Climb a Lofty Ladder. Winston, Philadelphia/Toronto 1952, OCLC 49907949.
- Life in America. The Great Plains. Fideler, Grand Rapids 1955, OCLC 246782872.
- Annie Oakley of the Wild West. Hale, London 1955. Neuauflage: University of Nebraska Press, Lincoln 1992, ISBN 0-8032-7253-7.[Anm. 1]
- Wilderness for sale. the story of the first western land rush. Hastings, New York 1956, OCLC 492236446.
- Vein of Iron. The Pickands Mather Story. World Publication, Cleveland 1958, OCLC 570926372.
- Land of the long horizons. Coward-McCann, New York 1960, OCLC 576853428.
- Life in America. The Northeast. Fideler, Grand Rapids 1960, OCLC 1005937805.
- The first book of the Oregon Trail. Watts, New York 1960, OCLC 679833428.
- The heartland. Ohio, Indiana, Illinois. Harper and Row, New York/London 1962, OCLC 59832536.
- Voices on the River. The Story of the Mississippi Waterways. Macmillan, New York 1964, OCLC 500525313.
- Proud Prisoner. Ein Porträt von Henry Hamilton. Holt, Rinehart and Winston, New York 1964, OCLC 966050533.
- The Great Lakes reader. Macmillan, New York 1966, OCLC 1031797964.
- The Three Flags at the Straits. Forts of Mackinac. Prentice-Hall, Englewood Cliffs 1966, OCLC 317219935.
- Alexander Spotswood. Portrait of a Governor. Colonial, Williamsburg 1967, OCLC 478912.
- The Miami years, 1809–1969. Putnam, New York 1969, OCLC 652315096.
- River to the West. Three centuries of the Ohio. Putnam’s Sons, New York 1970, OCLC 940303605.
- Men of Old Miami, 1809–1873. A Book of Portraits. Putnam, New York 1974, OCLC 918280649.
- From six at first. A history of Phi Delta Theta, 1848–1973. Phi Delta Theta Fraternity, Menasha 1975, OCLC 499461190.
- Ohio. A Bicentennial History. Norton, New York 1976, ISBN 0-393-05613-9.
- The Dolibois Years, 1938–1981. To these things you must return. Miami University Alumni Association, Oxford 1982, OCLC 1033586332.

## Auszeichnungen
- 1967: „Award of Merit“ der American Association for State and Local History
- 1971: „American History Award“ der Society of Midland Authors für River to the West. Three centuries of the Ohio[4]
- 1984: „Legion of Honor“ der Verbindung Phi Delta Theta[5]